# Austroagrion exclamationis
Austroagrion exclamationis – gatunek ważki z rodziny łątkowatych (Coenagrionidae). Występuje w Australii (głównie w jej północnej części) i na południu Nowej Gwinei.